# 不丹政治
不丹自2008年7月18日起实行君主立宪制。不丹国王为国家元首，行政权由首相領導的部長會議（宗卡語：ལྷན་རྒྱས་གཞུང་ཚོགས་；威利轉寫：lhan-rgyas gzhung-tshogs）行使。立法权分属由上议院的国家委員会和下议院的国民议会所組成的两院制议会。2007年時颁布的皇家法令也解除之前对政党的禁令，以迎接隔年的國会选举。2008年，不丹通过了首部现代宪法，将政府運作模式和以民主多党制的為基礎的法律框架编入憲法。

## 主权
1910年《普那卡条约》签订后，不丹的对外关系和外交政策長期受英国控制。但由于不丹自我孤立主义政策，英国无法彻底控制不丹的外交。1949年印度独立后，不丹和印度达成十条永久条约，並延续两国关系發展，印度也取代了英国的地位，印方同意不干涉不丹的內政，而不丹则同意在对外关系上遵從印度政府的建议。该条约也確立了两国之间的自由贸易和引渡制度。
2007年2月，《印度－不丹友好条约》進行大幅修改，删除條約中「受到印度政府指导」等措辞，消除对不丹主权和独立地位的最后疑虑。

## 政府部门
不丹宪法规定政府由三个主要部门组成——行政、立法和司法與事实上的非政治性竹巴噶舉国教領導的不丹寺院事務委員會。政府的世俗和宗教（雙軌制）部门由國王统籌。
但世俗政府的三分法并不是绝对的，仍有许多独立机构在框架之外运作，例如皇家金融管理局和选举委员会。也有一些机构的成员来自多个政府部门，如司法委员会。立法部门本身主要负责监督接受中央下放权力的地方政府。

### 行政部门
不丹的国家元首称为“朱甲布”（意為「龍王」）。此头衔是世袭的，且必须在65岁之前退休，并且可以由议会三分之二多数票罢免他，然后进行全民公投，公投必须在该国所有 20 个地区以简单多数通过。2008年之前存在类似的退位程序，一院制国民议会可以迫使国王退位。
基堪布是不丹執掌宗教的最高官员，也是寺院事务委员会的負責人。他通常被視為是不丹国王最亲密、且最有权势的顾问。现任的基堪布是吉格梅·喬達。
不丹政府由首相領導。首相由在国民议会中赢得最多席位的政党提名，并领导内阁，即為部长会议。
1998年，行政权由國王身上移轉到部长会议。当时的部长会议的候选人由国民议会选举产生，任期为五年，且是立法機構的一部分。部長會議由首相领导，首相是政府首脑。首相由获得最高票数的五名候选人每年轮流担任。在此之前，部长会议的候选人由國王提名，并由国民议会选举产生，成员任期五年。还有一个皇家顾问委员会，成员由國王提名。

### 立法部门

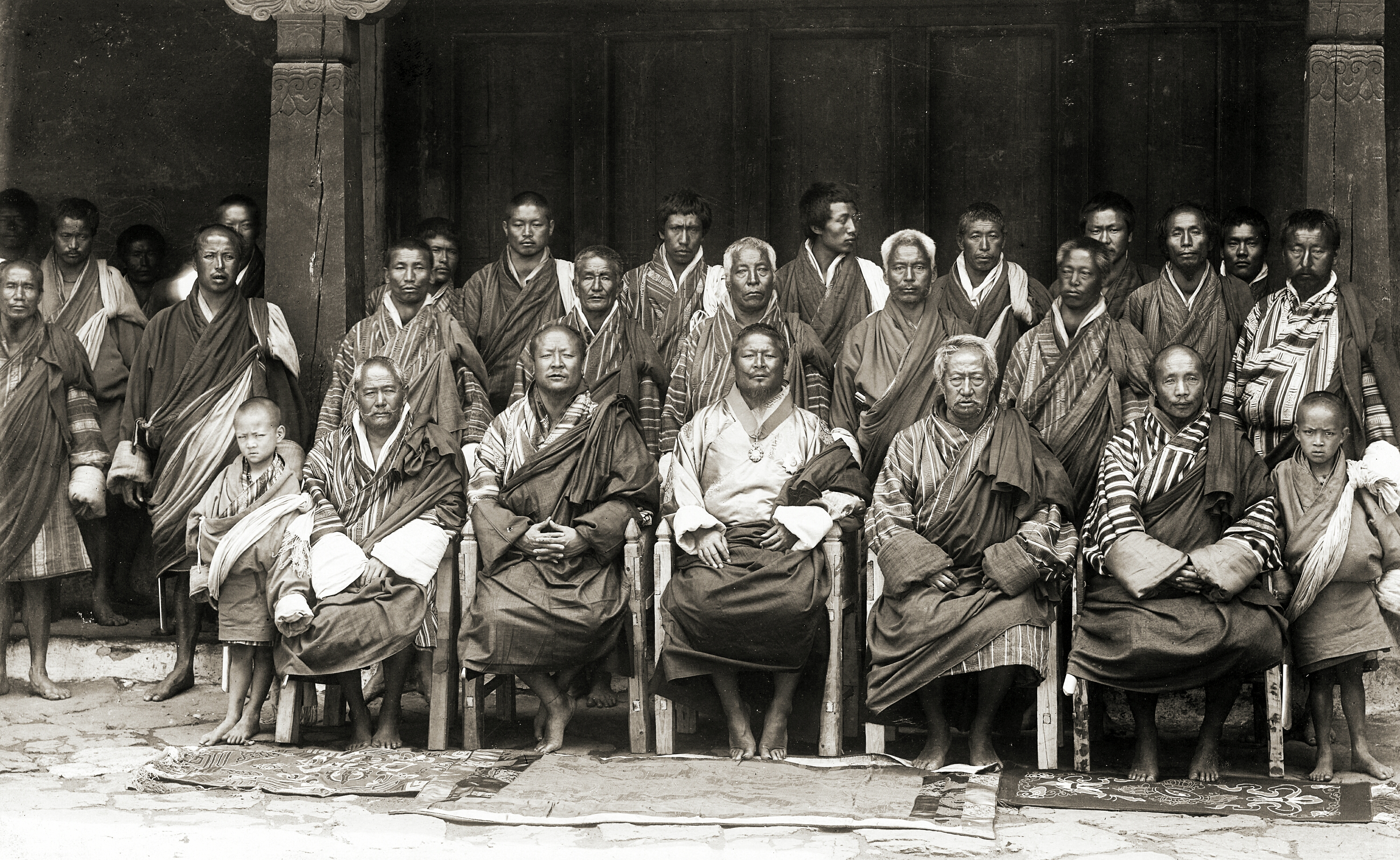
乌颜·旺楚克与他的议员在不丹普那卡，1905年

不丹根据2008年實施的宪法以普选产生立法部门。不丹國会实行两院制，由国家委員會（上议院）和国民议会（下议院）组成。
2008年前立法部门是一院制議會，有150名議员，其中106名成员是藉由在不同日期舉行的单席次选区选举产生的，任期三年，還包括34名被任命的議员和10名寺院代表。当时不丹的选举权很独特，以家庭為单位，每個家庭皆有一票，而不是每個人都有一票。

#### 政党和选举
在不丹的政党、选举和公民投票均受到独立於政府外的选举委员会的监督。
不丹大多数选举的候选人必须是無黨派的，但政党可以提名參選国民议会議員席次的候选人，且由赢得最多席次的政党提名首相。首任首相由不丹和平与繁荣党的吉格梅·廷莱擔任。现任首相則由人民民主黨的策林·托傑擔任。
不丹的政治压力团体包括佛教僧侣、尼泊尔少数民族组织领导激进的反政府运动、印度商人組成的团体和流亡的民主统一陣線。

### 司法部门
不丹的法律体系以夏仲阿旺朗杰于17世纪制定的法典为基础，并受到英印法律體系的影响。根据2008年開始實行的宪法，司法部门由最高法院、高等法院和20个宗法院组成。在不丹的六个宗的十三个东，東法院是一审法院。在東法院以外的所有区域中，宗法院是負責一审民事和刑事法院。高等法院是上诉法院，最高法院是终审法院。最高法院还对国王提交的宪法问题和具有国家重要性的事项具有初审的权力。最高法院和高等法院的法官由国王任命。 
2008年之前，在不丹司法系統中，由君主負責终审，地方政府官员负责裁决轻微犯罪。不丹王家法院是该国的最高法院，並对全国二十个地区拥有初审权。法官由君主任命，并且可以随时被君主召回。

#### 法律體制
刑事司法制度以法官小组的审判为基础，因此更像拿破仑式的體制，而不是基於英国或美国的審判體制。检察官是政府公務员，並试图让被告承认有罪。法官可以随时因缺乏证据而驳回案件審理。轻微刑事犯罪可由宗法院的法官审理。
不丹目前尚未接受国际法院的强制管轄權。

## 行政区划
不丹全国分为20个宗：布姆唐、楚卡、达加纳、加萨、哈阿、伦奇、蒙加尔、帕罗、佩馬加策爾、普那卡、薩姆德魯瓊卡爾、佩马加策尔、薩姆、蓋萊普、廷布、塔希岡、塔希央奇、奇朗、通薩、旺杜波德朗和謝姆岡。

## 国际参与
不丹是亞洲开发银行、孟加拉灣多部門技術經濟合作倡議、可倫坡計畫、聯合國亞太經社會、聯合國糧農組織、七十七國集團、國際復興開發銀行、國際民航組織、國際開發協會、國際農業發展基金、國際貨幣基金組織、国际金融公司、國際通訊衛星組織、國際刑警組織、國際奧林匹克委員會、國際電信聯盟、不結盟運動、禁止化學武器組織、南亞區域合作聯盟、聯合國、聯合國貿易和發展會議、聯合國教科文組織、聯合國工業发展组织、万国邮政联盟、世界卫生组织、世界智慧財產權組織、世界气象组织、世界旅行组织的成員。